# La Reine des neiges : Une fête givrée
Pour plus de détails, voir Fiche technique et Distribution.
La Reine des neiges : Une fête givrée (Frozen Fever) est un court métrage d'animation réalisé par Chris Buck et Jennifer Lee. Il constitue la suite du long métrage La Reine des neiges (Frozen) sorti en novembre 2013.
Le court métrage est sorti le 13 mars (États-Unis) et le 25 mars 2015 (Union Européenne) avec Cendrillon également des studios Disney.

## Synopsis
Elsa, Olaf, Kristoff et Sven préparent une fête d'anniversaire pour Anna. Cependant, la Reine des Neiges a attrapé un sacré rhume qui va lui jouer des tours lors de la préparation de la fête. Seulement, tout doit être parfait pour la Reine et rien ne saurait interrompre les festivités. Le rhume d'Elsa provoque la création des Snowgies, des petits bonhommes de neiges. La nouvelle chanson liée au court-métrage se nomme "Un Grand Jour".

## Fiche technique
- Titre original : Frozen Fever
- Titre francophone : La Reine des neiges : Une fête givrée
- Réalisation : Chris Buck et Jennifer Lee
- Production : Peter Del Vecho et Aimee Scribner
- Musique : Christophe Beck [1]
- Société de production : Walt Disney Animation Studios
- Distribution : Walt Disney Studios Motion Pictures
- Pays d'origine :  États-Unis
- Durée : 7 minutes
- Date de sortie : 13 mars 2015 (États-Unis) (en première partie de Cendrillon)
- Diffusion à la télévision : Le 24 avril 2015 sur Disney Channel de 18h15 à 18h20

## Distribution

### Voix originales
- Idina Menzel : Elsa, reine d'Arendelle et sœur aînée d'Anna
- Kristen Bell : Anna, princesse d'Arendelle et petite sœur d'Elsa
- Jonathan Groff : Kristoff et son ami le renne Sven
- Josh Gad : Olaf, le bonhomme de neige

### Voix françaises
- Anaïs Delva : Elsa
- Emmylou Homs : Anna
- Donald Reignoux : Kristoff
- Emmanuel Curtil : Olaf / Hans
- Olivier Constantin : Oaken

Source : Disney international dubbings.

### Voix québécoises
- Aurélie Morgane : Elsa (dialogues)
- Anaïs Delva : Elsa (chant)
- Véronique Claveau : Anna
- Gabriel Lessard : Kristoff
- Marc Labrèche : Olaf